# النمر الأسود (قصص مصورة)
النمر الأسود (بالإنجليزية: Black Panther) هو شخصية بطل خارق خيالية في القصص المصورة الأمريكية التي تنشرها مارفل كومكس. تم ابتكارها بواسطة كل من الكاتب ستان لي وجاك كيربي، وظهرت الشخصية للمرة الأولى في فنتاستك فور #52 (يوليو 1966)، حيث تعتبر أول شخصية لبطل خارق من العرق الأسود في القصص المصورة السائدة في الولايات المتحدة، وجائت قبل عدة أبطال خارقين سود مثل الفانوس الأخضر (الذي ظهر سنة 1971). هو ملك وحامي بلد أفريقية تسمى «واكاندا». أدى الممثل الراحل تشادويك بوسمان دور الشخصية في فيلم كابتن أمريكا: الحرب الأهلية. وضعته مجلة ويزارد في المركز 79 ضمن قائمة أفضل شخصيات القصص المصورة.